# Schichtstufe

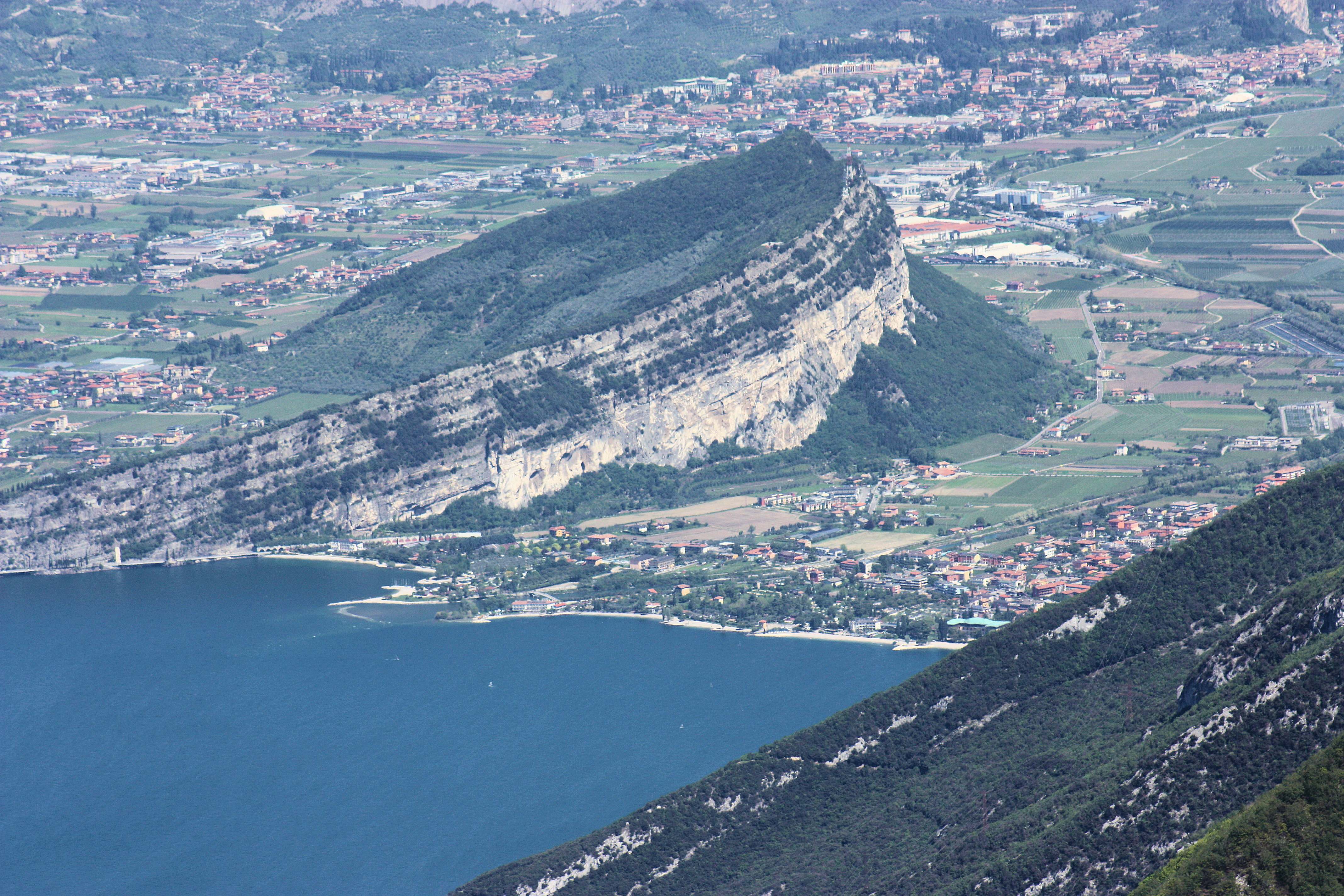
Schichtstufenlandschaft in Italien. Monte Brione

Als Schichtstufe bzw. Schichtstufenlandschaft bezeichnet die Geomorphologie eine Gelände- bzw. Reliefform, die sich aus leicht geneigten, fast parallel übereinander liegenden Gesteinsschichten aufbaut. Ihre Ausprägung und Steilheit hängt im Wesentlichen von der Verwitterungsbeständigkeit und Lage der sie aufbauenden Gesteine ab.

## Allgemeines

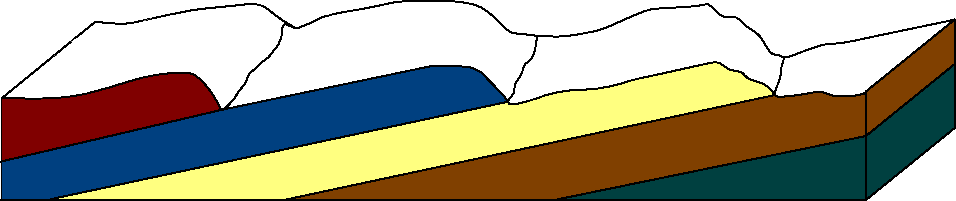
Schematisierter Aufbau eines Schichtstufenprofils

Voraussetzung für die Entstehung von Schichtstufen (und der verwandten Formen Schichttafel, Schichtkamm, Schichtrippe, Schichtrampe und Schichtschwelle) ist in der Regel ein Schichtpaket mit unterschiedlich abtragungsresistenten Gesteinsschichten. Diese Schichten wurden dann durch Verwitterung und/oder Erosion angeschnitten, was das typische Erscheinungsbild zur Folge hat.
Die Übergänge zwischen Stufe, Tafel, Kamm, Rippe, Rampe und Schwelle sind dabei fließend. Weitere wichtige Faktoren sind Neigung und Mächtigkeit der beteiligten Schichten sowie die Art und Energie von Erosion und Verwitterung. Von Schichten dominierte Reliefs sind meist heterolithisch, das heißt, aus mehreren solchen Gesteinsschichten bestehend. Unterschiedliche Verwitterungsgrade in einer Schicht können aber auch zu einem homolithischen Schichtrelief führen. In Mitteleuropa finden sich Schichtreliefe vor allem in Südwestdeutschland (Südwestdeutsches Schichtstufenland) und im Bereich Südniedersachsen-Nordhessen-Thüringen.

## Schichtstufe im engeren Sinn
Geläufig sind auch die Begriffe „Landstufe“ und „Schichtstufenrelief“.

### Beschreibung / Formenschatz

#### Stufen- und Sockelbildner
Idealerweise steht am Beginn der Entwicklung einer Schichtstufe meist Hebung und damit verbundene Schrägstellung eines Schichtpakets mit obenauf liegender widerständigerer und untenliegender nachgiebigerer Gesteinsschicht um etwa 1-5°. Zur Ausbildung der Stufe kommt es durch Erosion bis zur untenliegenden nachgiebigeren Schicht. Die Schicht des obenauf liegenden, abtragungsresistenteren („härteren“) Gesteins heißt Stufenbildner und bildet die erhabenen Teile der Stufe (siehe 2.1.2). Der Sockelbildner ist die Schicht des untergelagerten, weniger abtragungsresistenten („weicheren“) Gesteins.
Grad und Richtung der Schichtenschrägstellung werden mit den geologischen Fachbegriffen „Fallen“ (auch „Einfallen“ oder „Schicht(en)fallen“) und „Streichen“ beschrieben.
Stufenbildner sind in Mitteleuropa meist Kalke und Sandsteine, Sockelbildner meist Mergel und Tone.

#### Stirn- und Rückseite
Das Querprofil ist deutlich asymmetrisch und teilt sich allgemein in Stirnseite und Rückseite. Vor der Stirnseite liegt das Vorland der Stufe, auf die Rückseite folgt das entsprechende Hinterland.
Die Stirnseite speziell einer Schichtstufe heißt Stufenhang. Dieser teilt sich in Stufenstirn (auch „Oberhang“ und „oberer Stufenhang“), das ist der obere, steilere, vom Stufenbildner eingenommene Hangbereich, und Sockelhang (auch „Unterhang“ und „unterer Stufenhang“), das ist der untere (manchmal auch mittlere), weniger steile, vom Sockelbildner eingenommene Hangbereich. Der Sockelhang kann noch in eine steilere Hangfußzone und weniger steile bis flache Fußfläche gegliedert werden. Im Stufenhang kann man an der Schichtfuge (das heißt Schichtgrenze) zwischen Stufen- und Sockelbildner des Öfteren einen Quellhorizont finden, die Grenze zwischen Ober- und Unterhang anzeigend.
Die Rückseite, speziell der Schichtstufe heißt Stufenfläche (auch „Stufenlehne“ und „Landterrasse“). Sie fällt nur selten mit der Dachfläche des Stufenbildners zusammen und kann jüngere Gesteine tragen, die meist in sehr flachem Winkel angeschnitten werden. Gegebenenfalls erfolgt der Übergang zum Sockelbildner einer nächsten Stufe.
Der Stufenhang ist meist als Frontstufe (auch „konträre Stufe“) ausgebildet. Eine Frontstufe zeigt in Richtung der Aufwölbung des Schichtpakets, weg vom Schichtfallen. Die seltenere Achterstufe (auch „konforme Stufe“) zeigt hingegen in Richtung des Schichtfallens. Die Stufenhöhe ist abhängig von der Mächtigkeit des Stufenbildners.
Der First markiert die höchsten Punkte einer (Front-)Stufe. Der Trauf bildet die nicht immer ausgebildete Kante im Schneiden von Hang und Fläche. Walm wird der Bereich zwischen First und Trauf genannt. Von Vorkommen und Ort des Traufs hängen drei Arten von Stufen ab: Firststufe (auch „Traufstufe ohne Walm“): First und Trauf fallen zusammen. Trauf-Walm-Stufe (auch „Traufstufe mit Walm“): First und Trauf fallen nicht zusammen, der dazwischenliegende Walm ist daher eher Teil der Stufenfläche. Walmstufe: kein Trauf ausgebildet (Hangsteigung nach oben hin geht stetig gegen Null), Walm ist daher eher Teil des Hangs.
Der horizontale Verlauf der Stufenhangbereiche einer Schichtstufe zeigt sich aufgrund Erosion und Stufenrückverlagerung überwiegend stark zerlappt und gebuchtet: es treten auf Stufenrandbuchten, Stufenrandtäler (Stirnseitentäler), Berghalbinseln, Vorsprünge, Geländesporne, Auslieger und Zeugenberge (Ausliegerberge). Im Gegensatz zu Berghalbinsel, Vorsprung und Sporn ist ein Auslieger zwar ebenfalls mit der Hauptstufe noch im Stufenbildner verbunden, jedoch ist die ursprüngliche Stufenfläche zwischen dem Auslieger und der Hauptstufe bereits erodiert. Ein Zeugenberg (auch „Ausliegerberg“) hingegen ist auch im Bereich des Stufenbildners nicht mehr mit der Hauptstufe verbunden, dafür in der Regel im Bereich des Sockelbildners. (Nota bene: „Auslieger“ ist also nicht gleich „Ausliegerberg“.) Zeugenberge und Auslieger treten sowohl mit, als auch ohne eigene Stufenfläche auf.

#### Schichtstufenlandschaft

Modell einer Schichtstufenlandschaft

Bei mehrfachem zusammenhängendem Auftreten von Schichtstufen spricht man von einer Schichtstufenlandschaft (auch „Schichtstufenland“ oder kurz „Stufenland“). Die Entfernung der Frontstufen voneinander hängt ab von Einfallen und Mächtigkeit der Schichten. Bei geringmächtigen und rasch wechselnden Schichten können Kleinstufen auftreten.
Von einem Antiklinal-Stufenland spricht man dann, wenn Frontstufen mehrerer tektonisch zusammenhängender Einheiten von Stufenlandschaften sich gegenüberliegen und auf das gemeinsame Wölbungszentrum hinzeigen (z. B. süddeutsch-nordfranzösisches Antiklinal-Stufenland); bei einem Synklinal-Stufenland zeigen die Frontstufen voneinander weg, im Zentrum befindet sich meist eine Mulden- oder Beckenlandschaft (z. B. das Synklinal-Stufenland um das Pariser Becken).

#### Fließrichtungen der Fließgewässer

Typisches Gewässernetz in Schichtstufenlandschaften

Die Fließrichtungen der Fließgewässer in einer Schichtstufenlandschaft bzw. an einer Schichtstufe haben spezifische Bezeichnungen erhalten (Merkwort „kros“). Die konsequenten Gewässer fließen in Richtung des Schichtenfallens, haben aber bereits vor der Entstehung der Stufe bestanden. Die resequenten Gewässer fließen ebenfalls in Richtung des Schichtenfallens, sind jedoch erst nach der Entstehung der Stufe entstanden. Die obsequenten Gewässer fließen entgegengesetzt zu den kon- und resequenten Gewässern und haben eine wichtige Rolle bei der Stufenrückverlagerung. Die subsequenten Gewässer fließen im Schichtstreichen, tendenziell parallel zur Stufe, oft als Stufenrandfluss.

### Entstehung / Entwicklung
Die Entstehungszeit von Schichtstufen liegt vor dem Holozän (Vorzeitform). Im Holozän kam und kommt es lediglich zu Quellerosion, Rutschungen und Bergstürzen. Das Tempo der durch die rückschreitende Erosion bedingten Stufenrückverlegung betrug, bezogen auf Mitteleuropa und Quartär, etwa 200 Meter bis 60 Kilometer. Im Einzelnen sind Details von Entstehungszeit, Entwicklungsgeschichte (Art der Abtragung) und Tempo der Rückverlegung umstritten.

## Sonderformen/verwandte Formen

### Schichttafel
Schichttafelreliefe treten auf bei horizontal oder sehr flach gelagerten Schichtpaketen (Einfallen etwa 0–1°), teilweise mit plateauartigen Großformen. Die Tafelfläche wird durch die Dachfläche des Tafelbildners geprägt. Stufenhänge finden sich allseits. Auslieger und Zeugenberge heißen Tafelberge, kleinere Formen kommen als Felstürme und Felsnadeln vor. Bei rascher fluvialer Eintiefung können Canyons entstehen. Beispiele für Schichttafellandschaften in Mitteleuropa sind das Rheinhessische Tafelland, die Nordhessischen Tafelberge und das Elbsandsteingebirge, in Nordamerika die Plateaux von Colorado mit dem Grand Canyon. Ähnliche Landschaften wie Schichttafellandschaften kann man bei großen Basalt- und Lavadecken finden.

### Schichtkamm
Schichtkammreliefe können bei relativ steil einfallenden Schichten (Einfallen mehr als etwa 10–12°) auftreten. Die Kämme der herauspräparierten abtragungsresistenteren Schicht (Kammbildner) verlaufen im Gegensatz zu den Schichtstufen weitgehend geradlinig, es finden sich keine Auslieger und Ähnliches. Die Stirnseite heißt Stirnhang. Die Rückseite ist der in Richtung des Schichtenfallens abdachende Rückhang (eine Fläche wie bei Schichtstufen ist nicht ausgebildet). Das Querprofil kann auch symmetrisch sein. In einer Schichtkammlandschaft finden sich zwischen den Kämmen Ausräumzonen.
Schichtkammlandschaften treten beispielsweise in gefalteten Sedimentgesteinen auf und sind daher vor allem in Faltengebirgen oder tektonisch labilen Arealen zu finden. Der Teutoburger Wald ist ein aus kretazischem Sandstein gebildeter Schichtkamm. Auch die „ridge and valley topography“ der Appalachen wird durch das Auftreten von Schichtkämmen gekennzeichnet.

### Schichtrippe
Schichtrippen(landschaften) treten bei senkrecht oder sehr steil einfallenden Schichten auf. Bei Faltengebirgen können sie zu Graten verschärft sein.

### Schichtrampe und Schichtschwelle
Schichtrampe und Schichtschwelle sind Übergangsformen zwischen Schichtstufe bzw. -kamm einerseits und Rumpffläche andererseits, mit wenig steilen Stirnseiten (maximal etwa 8–10°). Ursache kann eine bereits sehr weit erfolgte Abtragung oder ein vergleichsweise wenig resistenter Rampenbildner bzw. Schwellenbildner sein. Rampen sind asymmetrisch und haben Rampenhang und Rampenfläche, Schwellen sind symmetrisch (kein bedeutender Reliefunterschied zwischen Stirn- und Rückseite).

## Bedeutung der mesozoischen Gesteinsschichten
Schichtreliefe finden sich in Europa meist in den Sedimentgesteinen des mesozoischen Deckgebirges.

## Bedeutung der Klüftigkeit
Es ist nicht nur die unterschiedliche Abtragungsresistenz der Gesteinsschichten, welche zur Ausbildung von Schichtstufen führt, sondern auch die unterschiedliche Klüftigkeit (Wasserdurchlässigkeit) des Gesteins. Diese Eigenschaft führt zur Ausbildung von Schichtquellen, welche bei der rückschreitenden Erosion eine Rolle spielen.

## Begriff der Strukturform
Bei der Schichtstufe handelt es sich im geomorphologischen Sinn um eine Strukturform. Das bedeutet, dass ihre Entstehung vor allem auf geologisch-tektonische Voraussetzungen zurückgeht. Im Gegensatz dazu, hängen Skulpturformen (etwa die Stufen- oder Tafelflächen ähnlichen Rumpfflächen) überwiegend mit exogenen Prozessen zusammen.

## Forschungsgeschichte
Die Frage, ob die Schichtfläche eine Akkordanz- oder eine Skulpturform ist, verbindet die Schichtstufenforschung auf das engste mit der Rumpfstufenforschung. Eine erste Höhephase erlebte die Schichtstufenforschung in der Mitte des 19. Jahrhunderts. Die Entwicklung der Schichtstufenforschung begann im anglo-amerikanischen Raum, in dem zuerst die Vorstellung vorherrschte, dass die Schichtstufen marine Abrasionsplattformen seien (Charles Lyell). Mit dieser These setzen sich mehrere bedeutende amerikanische Forscher kritisch auseinander (Andrew Ramsay, John Wesley Powell, Grove Karl Gilbert), was wieder zu neuen Theorien führte. Die ersten Geomorphologen, die sich im deutschsprachigen Raum mit den Schichtstufen beschäftigten (Georg von Neumayer, Alfred Hettner) waren noch sehr stark von den anglo-amerikanischen Vorarbeiten beeinflusst. 1894 prägte Albrecht Penck den Begriff der Schichtstufenlandschaft.
Die Zyklentheorie von William Morris Davis aus den 1920er Jahren gab der gesamten Geomorphologie und damit auch der Schichtstufenforschung neue Impulse. An ihr wurde jedoch kritisiert, dass sie die unterschiedlichen Gesteinsschichten nicht ausreichend betone (Gradmann). So kam es acht Jahre nach der Davis’schen Zyklentheorie zu der Veröffentlichung der klassischen Schichtstufentheorie durch Heinrich Schmitthenner, die zu Teilen noch heute das Verständnis von Schichtstufen bestimmt. In der Zeit nach dem Zweiten Weltkrieg weitete sich die Schichtstufenforschung unter stärker empirisch geprägter Vorgehensweise zunehmend auf den außereuropäischen Raum aus, was zu einer größeren Berücksichtigung von klimatischen Aspekten führte (z. B. Hans Mortensen, Jean Tricart (1920–2003), Julius Büdel oder Ingrid Dörrer).
Dies führte schließlich zu einem markanten Forschungsstreit in den 1950er- bis 1970er-Jahren zwischen denjenigen, die die Schichtflächen als „strukturbedingte“ Flächen interpretierten und denjenigen, die eher zu einer Skulpturform tendierten. Dieser Gelehrtenstreit war gleichzeitig der vorläufige Höhepunkt der Schichtstufenforschung. Dabei konnte sich aber keines der beiden Lager in vollem Maße durchsetzen. Seit den 80er Jahren tendiert die Geomorphologie zunehmend zu einem prozessualen Verständnis und beschäftigt sich vornehmlich „nur“ noch mit ausgewählten Teilaspekten oder Prozessen. Eine ganzheitliche Deutung ist dabei fast vollständig in den Hintergrund getreten. 
Die Versuche zur Erklärung der Schichtstufenlandschaften standen so immer im Spannungsfeld zwischen der Betonung von exogenen (Skulptur; Rumpfflächenbetonung) und endogenen (Struktur) Faktoren.

### Allgemeines
- Lexikon der Geographie I, 2001, S. 108
- Lexikon der Geographie III, 2002, S. 189–190
- Lexikon der Geowissenschaften IV, 2001, S. 400–403
- Harald Zepp, Geomorphologie, 2. Aufl. Paderborn 2003 (1. Aufl. 2002), Kapitel 12.3 und 14.3

### Spezielles
- H. Blume, Probleme der Schichtstufenlandschaft, Darmstadt 1971
- H. Dongus, Strukturbetonte Züge im Relief der Erde, in: Geographische Rundschau 9 (1975), S. 373–378
- M. Gwinner, Zur Natur der Schichtstufen im Schichtstufenland von Südwestdeutschland, Mannheimer Geographische Arbeiten 1 (1977), S. 277–293
- H. Schmitthenner, Probleme der Schichtstufenlandschaft, Marburg 1956
- E. Schunke und J. Spönemann, Schichtstufen und Schichtkämme in Mitteleuropa, Göttinger Geographische Abhandlungen 60 (1972), S. 65–92